# Râu

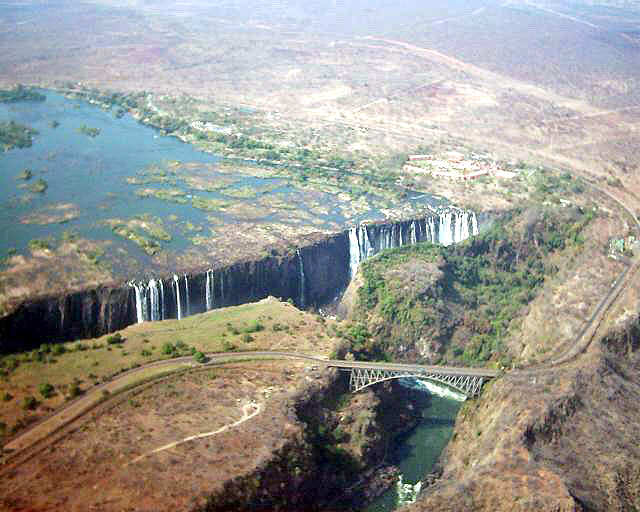
Râul Zambezi și Cascada Victoria din (Zambia/Zimbabwe, Africa)

Un râu este o apă curgătoare (permanentă), formată din unirea mai multor pâraie, care curge la vale în mod natural, sub efectul gravitației, și care se varsă fie într-un alt râu sau fluviu (ca afluent al său), fie într-un lac, într-o mare sau într-un ocean. Prin infiltrarea unei părți din apa râurilor în sol, acestea contribuie și la menținerea acviferelor subterane pline cu apă.
Anumite râuri, care curg spre o zonă aridă (deșert), nu se varsă nicăieri, evaporându-se înainte de a ajunge la vreo destinație.
Originea râului (locul în care apa freatică apare la vedere) se numește izvor. Totuși, o mare parte a cantității de apă din râuri provine direct din scurgerile precipitațiilor, definite ca scurgeri de suprafață.
Adâncitura din teren prin care curge râul se numește albia, valea sau vadul râului.

## Definiții și încadrare
Din punct de vedere legal, în Republica Moldova, se consideră râuri și pâraie toți curenții de apă, care curg mai mult de 6 luni pe an în albia pe care și-au format-o de la izvor până la vărsare, cu excepția izvoarelor de pe pante. În funcție de lungimea albiei, curenții de apă se împart în:
- pâraie - până la 10 kilometri;
- râulețe și râuri mici - de la 10 la 100 kilometri;
- râuri mijlocii - de la 100 la 200 kilometri;
- râuri mari - peste 200 kilometri lungime.

## Glosar de termeni ce au legătură cu noțiunea de râu
- izvor: locul de ieșire a apei dintr-o pânză freatică și începutul unui râu; se mai numește și obârșie.
- amonte: în susul văii, al apei, spre izvoare, mai aproape de sursă față de un punct de referință.
- aval: în josul văii, al apei, spre vărsare, mai departe de sursă față de un punct de referință.
- albie: porțiunea unei văi acoperite permanent sau temporar cu apă.
- albie minoră: suprafața de teren ocupată permanent sau temporar de apă, care asigură curgerea nestingherită, din mal în mal, a apelor la niveluri obișnuite, inclusiv insulele create prin curgerea naturală a apelor. În profil transversal se pot deosebi malurile ce o despart de albia majoră și talvegul (canalul de etiaj). Albia minoră mai poartă și denumirile de matcă, pat, făgaș, vad;
- albie majoră: porțiunea de teren din valea naturală a unui curs de apă, peste care se revarsă apele mari, la ieșirea lor din albia minoră;
- mal concav: suprafața morfologică expusă spre râu care descrie o concavitate. Procesul dominant este cel de eroziune fluvială.
- mal convex: este alcătuit din formațiuni morfologice elementare de acumulare a depozitelor și reprezintă principalele elemente de construcție și dezvoltare a șesurilor de acumulare, a câmpiilor de inundare din care apoi se detașează terasele. De aceea se mai numește și mal de acumulare sau mal de acreție laterală.
- avulsie: abandonarea relativ bruscă a unei zone active de către râu în favoarea unui nou curs. Cele mai ample fenomene de acest fel au loc pe marile câmpii litorale.
- zonă inundabilă: suprafața de teren din albia majoră a unui curs de apă, delimitată de un nivel al oglinzii apei, corespunzător anumitor debite în situații de ape mari, în care se formează lunca inundabilă.
- nivel mediu al apei: poziția curbei suprafeței libere a apei, raportată la un plan de referință, corespunzătoare tranzitării prin albie a debitului mediu pe o perioadă îndelungată (debit-modul);
- debit mediu anual: cantitatea de apă ce se scurge, în medie, printr-o secțiune data a unui râu, la nivelul unui an, sau în medie pe o perioadă multianuală.
- debit salubru: debitul minim necesar într-o secțiune pe un curs de apă pentru asigurarea condițiilor de viață ale ecosistemelor acvatice existente.
- debit de servitute: debitul minim necesar lăsat permanent într-o secțiune pe un curs de apă, aval de o lucrare de barare, format din debitul salubru și debitul minim necesar utilizatorilor de apă din aval.
- debit de exploatare: debitul disponibil pentru prelevare și dare în consum, peste valoarea debitului de servitute ce trebuie asigurat în albia râului.
- debit utilizabil: partea din debitul total disponibilă pentru producerea energiei electrice, după scăderea pierderilor inevitabile și volumelor de servitute prevăzute în avizul de gospodărirea apelor.
- viitură: creșterea puternică și intempestivă a debitului lichid și solid al unei ape curgătoare, în perioada topirii zăpezilor sau după ploi torențiale.
- eroziunea albiei: distrugerea progresivă a materialului din albia și din malurile unui râu; acest proces este prezent la toate albiile râurilor, fiind mai intens în cursul superior, mai atenuat în cel mijlociu și tot mai slab în cursul inferior. Stabilizarea malurilor se poate face prin plantarea de copaci.
- lac de atenuare: lac de acumulare construit pe cursul unui râu în scopul atenuării undelor de viitură și pentru a evita sau a reduce pagubele produse de acestea.
- talveg hidrografic: linia care unește punctele cu altitudinea cea mai coborâtă din lungul albiei minore a unui râu. Aceasta corespunde, de regulă, cu linia vitezelor celor mai mari din secțiunea râului, iar la suprafața apei, cu creasta râului.
- firul apei: linie imaginară de la suprafața unei ape curgătoare, care unește punctele de viteză maximă ale apei.
- bief: porțiunea de canal sau de râu între două ecluze sau două baraje.
- afluent este numele dat unei ape curgătoare secundare (pârâu, râu), considerată în raport cu apa curgătoare mai mare în care se varsă (râu, fluviu) la punctul lor de confluență.
- emisar: apa care colectează apele uzate provenite de la întreprinderi, așezări umane etc., vărsându-se apoi într-o apă mai mare, dar desemnează și un curs de apă permanent, care drenează surplusul de apă dintr-un bazin lacustru.[1]
- terasă: platforma aluvionară netedă și ușor înclinată, localizată pe laturile unei văi a râului.[4] Are aspect de treaptă, foarte alungită, desfășurată fragmentar în lungul unei văi, și a funcționat la origine ca una din albiile majore ale râului.

## Cele mai lungi fluvii din lume

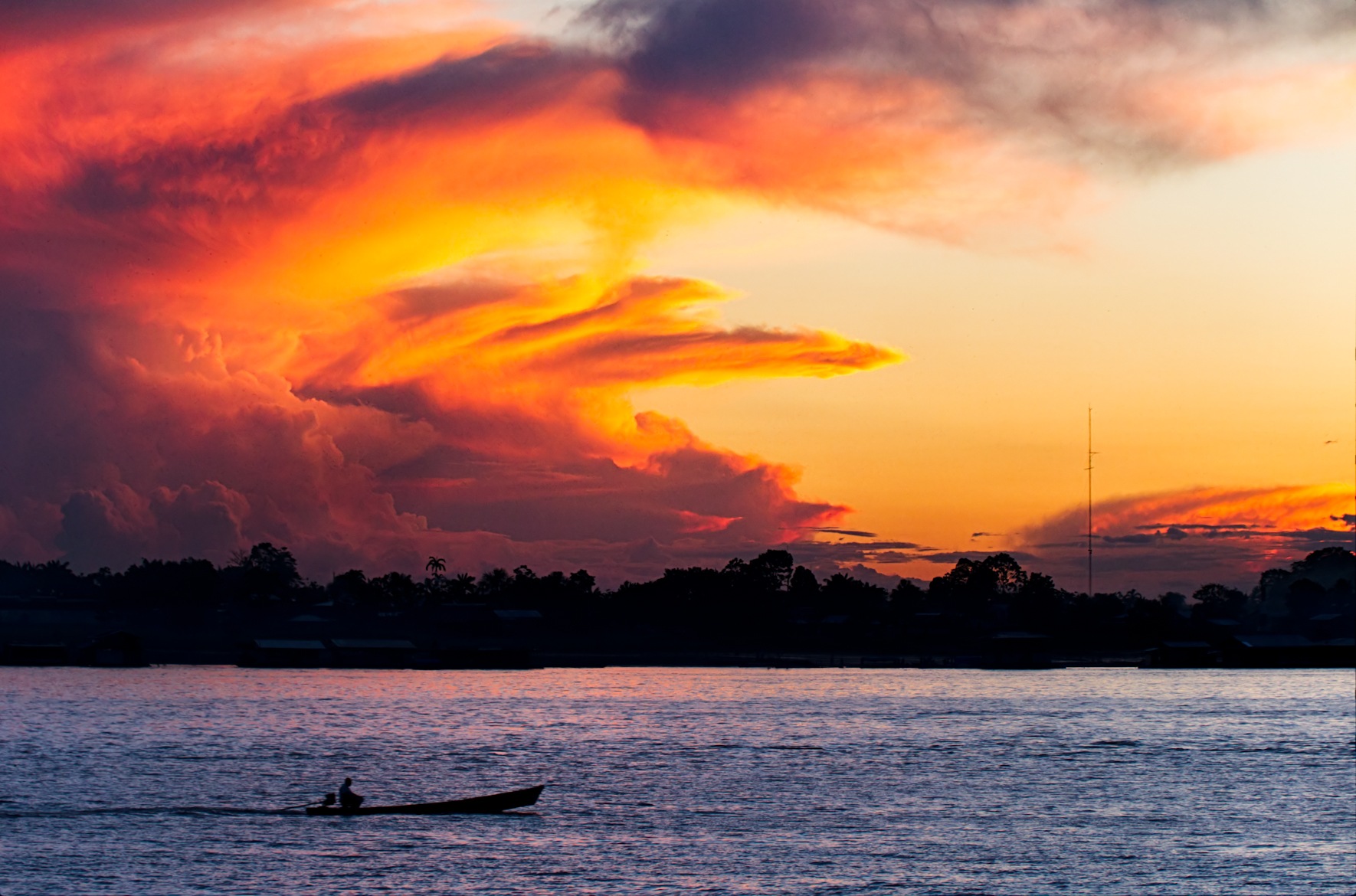
Fluviul Amazon, din Brazilia

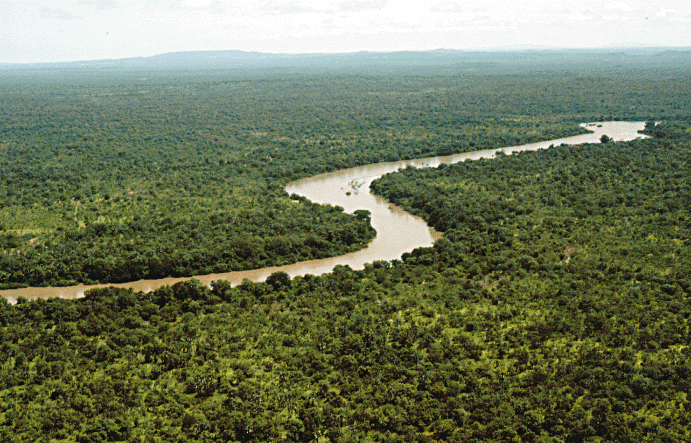
Fluviul Gambia, Gambia

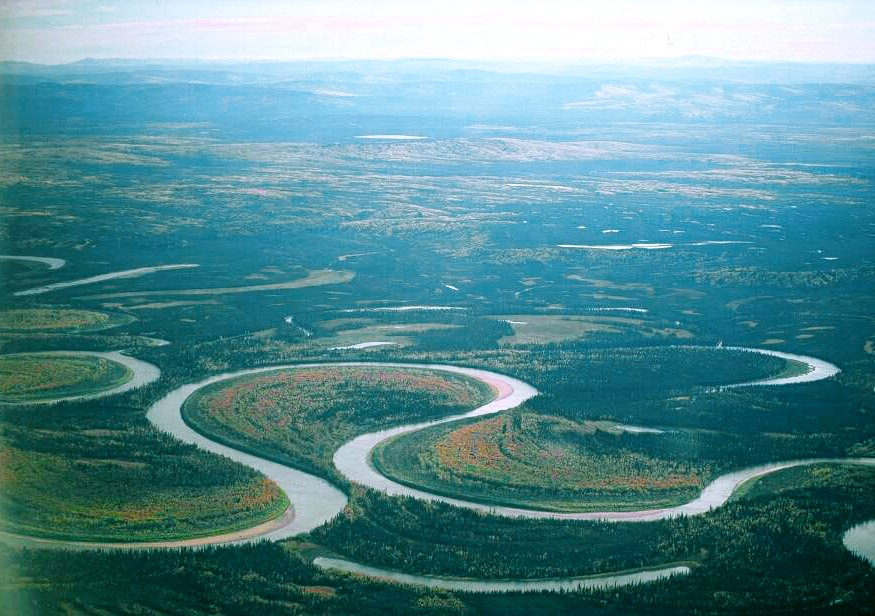
Râul Nowitna, Alaska

| Nume        | Lungime (km) | Suprafață totală (km2) | Țară            |
| ----------- | ------------ | ---------------------- | --------------- |
| Nil         | 6690         | 2870000                | Egipt           |
| Iangtse     | 6300         | 1830000                | China           |
| Amazon      | 6296         | 7180000                | Brazilia        |
| Mississippi | 6212         | 3248000                | SUA             |
| Obi         | 5410         | 2990000                | Rusia (Siberia) |
| Enisei      | 5115         | 3132000                | Rusia (Siberia) |
| Huanghe     | 4667         | 745000                 | China           |
| Missouri    | 4740         | 1370000                | SUA             |
| La Plata    | 3153         | 3140000                | Argentina       |
| Amur        | 2817         | 1843000                | Rusia/China     |